# Platón
Platón (řecky Πλάτων, latinsky Plato, 428 nebo 427 př. n. l. – 347 př. n. l., též Platon) byl řecký filozof, pedagog a matematik. Jméno Platón je pouze obecně rozšířený pseudonym tohoto filozofa, jeho původní jméno bylo Aristoklés, syn Aristóna a Periktiony. Je považován za jednoho z nejvýznamnějších a nejvlivnějších myslitelů vůbec; britský filozof A. N. Whitehead napsal, že celá západní filozofie je jen komentář k Platónovi. Platón založil athénskou Akademii, jež pak byla vzorem evropským univerzitám a vědeckým institucím. Své spisy psal většinou formou rozprav mezi svým učitelem Sókratem a dalšími osobami, kterým Sókratés svými otázkami pomáhá vyvrátit jejich předsudečné a nezralé názory a dospět k lepšímu poznání.
Platón spolu se Sókratem obrátili pozornost filozofů od úvah o povaze a původu světa k otázkám člověka a lidské společnosti. Ústředními tématy pro ně jsou:
- rozdíl mezi pravým poznáním a pouhým míněním;
- ctnost a možnost výchovy ke ctnosti;
- spravedlivé, a přitom trvalé uspořádání obce;
- dobro jako konečný cíl člověka i obce.

Je po něm pojmenován měsíční kráter Plato.

## Život

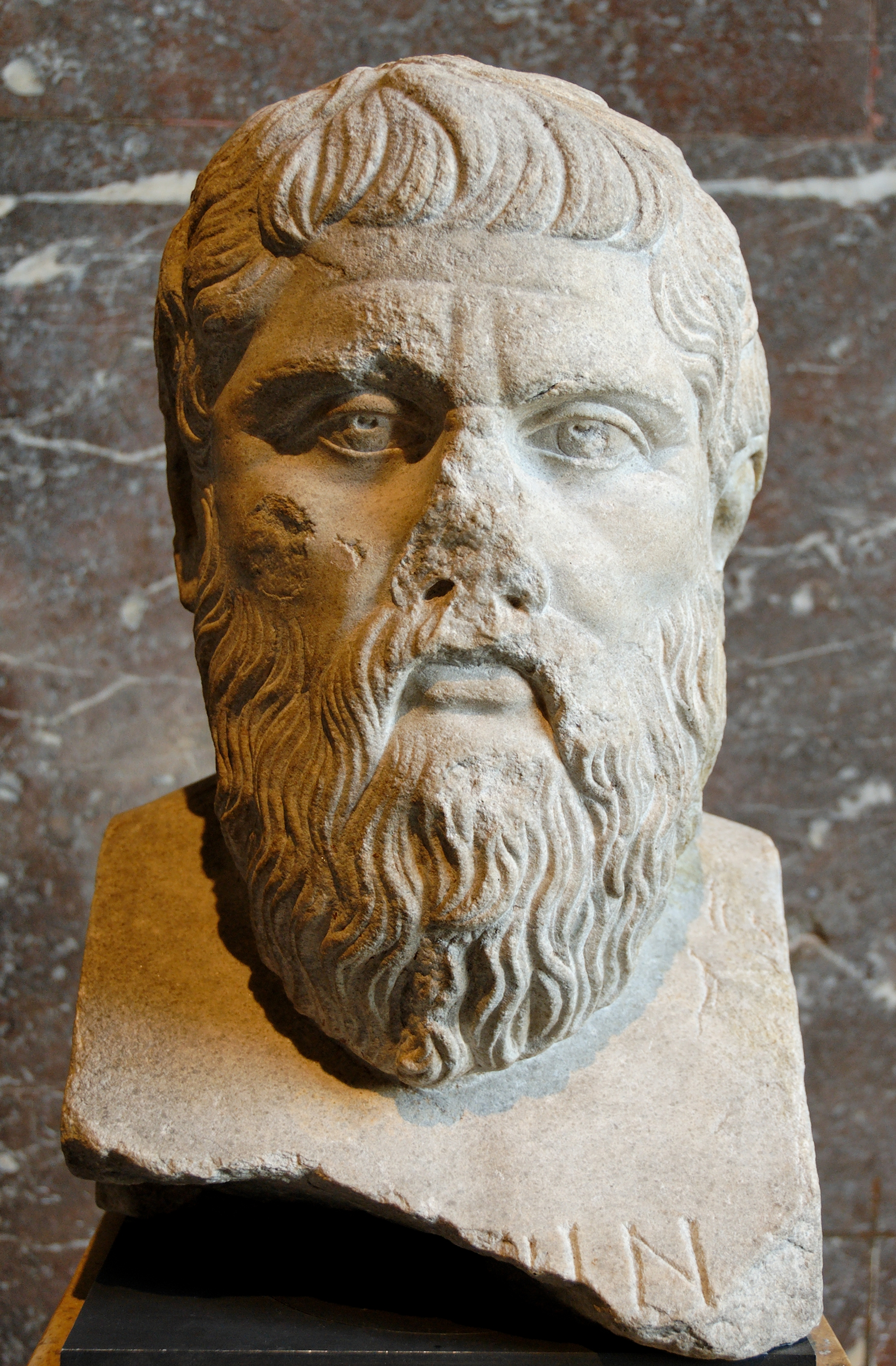
Platón, busta v Louvru

Platón se narodil roku 428 nebo 427 př. n. l. v jedné z předních athénských rodin. Jeho otec Aristón prý odvozoval svůj původ od athénského krále Kodra, matka Periktioné pocházela z rodu slavného básníka a zákonodárce Solóna a její bratři Charmidés a Kritiás se podíleli na vládě třiceti na konci peloponéské války. Platónovi bratři Adeimantos a Glaukón také vystupují v jeho dialozích a sestra Pótóné byla matkou filozofa Speusippa, který po Platónově smrti vedl Akademii. Aristón patrně brzy zemřel a Periktioné si vzala svého strýce Pyrilampa, diplomata a přítele Perikleova. S ním měla syna Antifóna, který vystupuje v dialogu Parmenidés. Platón, který o sobě téměř nepíše, dává všem vystupovat v sókratovských dialozích. Podle Diogena Laertia dostal jméno Aristoklés po svém dědovi, přezdívku Platón (široký, mohutný) mu prý dal jeho zápasnický trenér; jiní ji odvozovali od jeho nezvykle širokého čela. V mládí dostal vynikající vzdělání v gramatice, hudbě a gymnastice a s filozofií jej seznámil Kratylos, žák Hérakleitův.
Podle tradice se ve dvaceti letech setkal se Sókratem a osm let mu naslouchal jako jeho nejvěrnější žák. Platón sám to ovšem v dialozích nikde výslovně neříká a podle dialogu Faidón nebyl při Sókratově smrti, protože byl nemocen. Poté, co byl jeho učitel roku 399 př. n. l. odsouzen a popraven, odešel snad Platón z Athén do Megary a cestoval do Itálie, na Sicílii, do Egypta a do Kyrény. O cestách na Sicílii a o svých zkušenostech s tamními vládci Diónem a Dionýsem píše v Sedmém listu, jediném zachovaném autobiografickém textu.
Ve věku 40 let (tedy snad roku 387 př. n. l.) se vrátil do Athén a v „Akadémově háji“ založil slavnou Akademii, která trvala až do roku 529, kdy ji zrušil císař Justinián I. Jedním z nejvýznamnějších žáků Akademie byl Aristotelés, po Platónově smrti však Akademii převzal jeho synovec Speusippos. Platón zemřel v Athénách ve vysokém věku 80 let.

## Sókratés a Platón
Soudě podle jeho spisů měl Platón k Sókratovi velice blízko a téměř všechno, co o Sókratovi víme, víme od Platóna. Ironické líčení Aristofanovo k tomu mnoho nepřidává. Ve svých dialozích se Platón tváří jako pouhý tlumočník myšlenek Sókratových (který, jak známo, nic nenapsal) a v Sedmém listu dokonce říká, že o svých vlastních myšlenkách nikdy nic nenapsal a nenapíše, protože filozofie se musí vyučovat ústně, v rozhovoru a ve společném „úsilí myšlení“. Na druhé straně se Sókratovy názory a postoje v těchto dialozích mění a s jedinou výjimkou Obrany Platón nikde netvrdí, že by je byl slyšel z první ruky. Je tedy otázka, nakolik je máme připisovat spíše Platónovi.
V některých dialozích (např. Menón, Faidros, Kritón) není přítomen vypravěč, jinde hovoří Sókratés v první osobě (Lysis, Charmidés, Ústava), v Prótagorovi Sókratés vypráví o své předchozí rozpravě s Prótagorou. Dialogy Faidón, Symposion a Theaitétos vyprávějí Sókratovi žáci, patrně po mnoha letech, a Platón (kromě Theaitéta) nijak nenaznačuje, jak k nim vůbec přišel. Při porovnání biografií jednotlivých postav vyjdou najevo značné nesrovnalosti. Tak v Prótagorovi jsou Alkibiadés a Agathón mladíci, kdežto Apollodóros a Glaukón by mohli být jejich otci; v Symposiu je to právě naopak. Tyto nesrovnalosti patrně nejsou nahodilé a Platón tedy nepíše jako historik. Dialogy se naopak podobají dobovému divadlu, neboť na scéně vystupují nejvýše tři postavy, které mají „sbor“ mlčících posluchačů.

## Sókratovo odsouzení
Sókratův proces a smrt jsou přímo tématem tří dialogů (Obrana, Kritón a Faidón), které se také nejčastěji čtou. V pěti dalších se objevují narážky a varování: v Theaitétovi a v Euthyfrónovi mluví Sókratés o pomluvách a obvinění z korupce; v Menónovi ho varuje Anytos, v Gorgiovi a v Ústavě Sókratés vysvětluje, proč k tomu musí dojít. Jiné dialogy spojují osoby, jež se však představují pokaždé jinak. Tak v Obraně si Sókratés stěžuje, že ho Aristofanés zostudil a způsobil jeho soud, kdežto v Symposiu spolu s ním a s dalšími přáteli hodují. V Kratylu Sókratés chválí Euthyfrónovu moudrost, kdežto v Euthyfrónovi jej zesměšňuje a karikuje.
Sókratův soud je na pozadí toho, co o dobových Athénách víme, těžko pochopitelný. Bezbožnost a ateismus nebyly v pátém století v Athénách zločinem, Aristofanovy komedie, kde si ze ctitelů božstev dělá legraci, dostávaly ceny a není známo, že by někdy čelil nějakému obvinění. Naopak Sókratés se pro své filozofické poslání odvolává na Apollóna, jednoho z předních athénských bohů.

## Dílo
Platónova díla mají vesměs formu dialogu (rozhovoru), kde většinou vystupuje Sókratés jako hlavní postava. Jedinou výjimku představuje dochovaný soubor Platónových Listů, kde zejména Sedmý list vrhá na Platónův život i jeho vlastní pojetí filozofie jiné světlo: filozofii nelze sepsat jako systém ani učit, nýbrž musí se dobývat vlastním myšlenkovým úsilím. O pravosti Sedmého listu mnozí badatelé pochybovali, v současném bádání se však stává naopak klíčem k pochopení Platónova díla.
Platónova díla se citují s uvedením stránky a sloupce či úseku ve vydání francouzského tiskaře H. Étienne (Stephanus). Celkem 36 dialogů, které se dochovaly pod Platónovým jménem, se už od starověku řadí do čtveřic, tzv. tetralogií; šest z nich, o jejichž autorství se vážně pochybuje, je označeno křížkem (+). Názvy dialogů užíváme podle překladu F. Novotného:

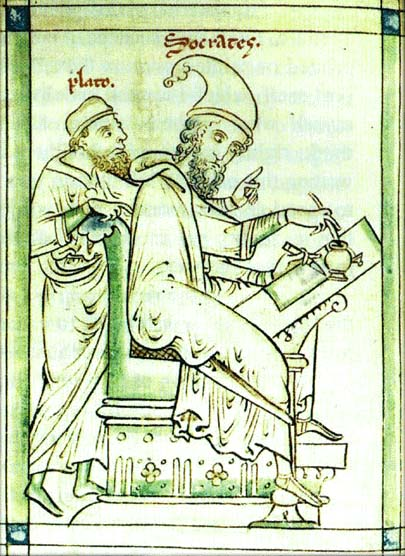
Sókratés a Platón očima středověkého písaře

### Tetralogie
- I. Euthyfrón, Obrana Sókratova (také Apologie), Kritón, Faidón
- II. Kratylos, Theaitétos, Sofistés, Politikos (také Státník)
- III. Parmenidés, Filébos, Symposion (také Hostina), Faidros
- IV. Alkibiadés I., +Alkibiadés II., +Hipparchos, +Milovníci
- V. +Theagés, Charmidés, Lachés, Lysis
- VI. Euthydémos, Prótagorás, Gorgiás, Menón
- VII. Hippias Větší, Hippias Menší, Ión, Menexenos
- VIII. Kleitofón, Ústava (také Republika), Tímaios, Kritiás
- IX. +Minós, Zákony, +Epinomis, Listy

Kromě toho se pod Platónovým jménem tradovala řada dalších apokryfních spisů, o jejichž autorství se pochybovalo už ve starověku, a proto nejsou v tetralogiích zahrnuty:
+Axiochos, +Definice, +Démodokos, +Epigramy, +Eryxiás, +Halkyón, +O spravedlnosti, +O ctnosti, +Sisyfos.

### Chronologie dialogů
Časové pořadí vzniku jednotlivých dialogů neznáme a nevíme ani, zda byly dodatečně redigovány. První pokus o časové uspořádání udělal významný německý teolog a filozof Friedrich Schleiermacher, a to podle Platónova domnělého myšlenkového vývoje. Moderní bádání zde používá zejména exaktních srovnávacích metod jazyka a slohu, z nichž plyne, že můžeme rozlišit zhruba tři skupiny textů, které k sobě mají blízko. O jednotlivostech se stále diskutuje, o zásadním rozlišení tří skupin je však do značné míry shoda.

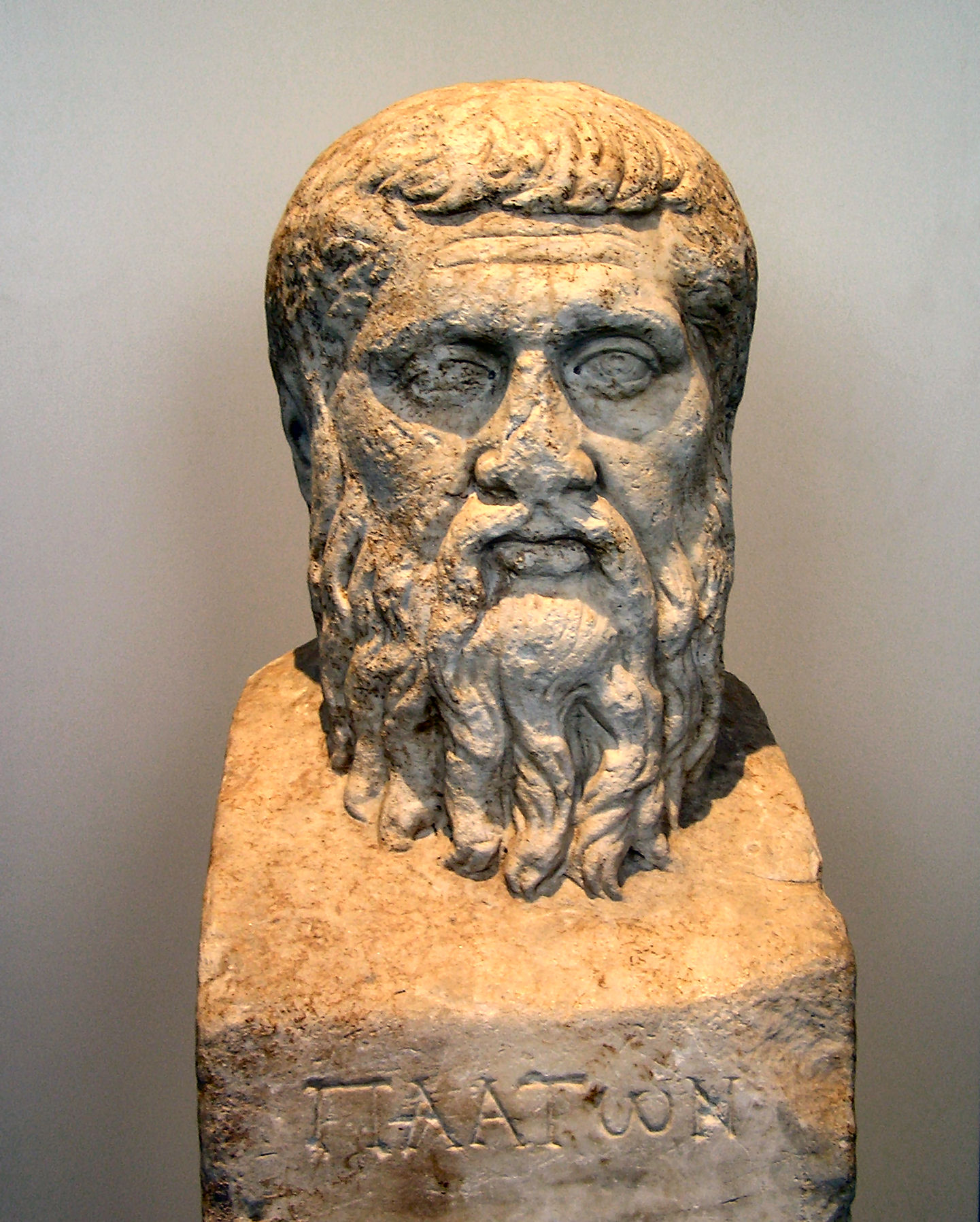
Platón, antická busta

#### Rané dialogy
Pokládají se za nejbližší historickému Sókratovi, který obvykle diskutuje o určité otázce (přátelství, zbožnost) s někým, kdo se pokládá za odborníka, a ukazuje, že tento odborník věci nerozumí. Je ponecháno na čtenáři, aby spor rozsoudil. Patří sem i dialogy o Sókratově soudu a smrti.
- Obrana Sókratova
- Kritón
- Charmidés
- Lachés
- Lysis
- Euthyfrón
- Menexenos
- Hippiás Menší
- Ión

Za přechod k následující skupině se pokládají:
- Gorgiás
- Prótagorás
- Menón

#### Střední dialogy
Už v raných dialozích dává někdy Sókratés odpovědi a představuje pozitivní, a tedy patrně Platónovy názory. Zde se také objevuje myšlenka, že poznání spočívá v chápání neměnných forem či idejí, myšlenka nesmrtelné duše a učení o spravedlnosti, pravdě a kráse. Jádrem středního období je Symposion a Ústava.

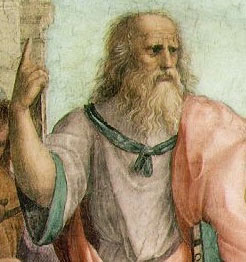
Platón na Raffaelově fresce ve Vatikánu (patrně portrét Leonarda da Vinci)

- Euthydémos
- Kratylos
- Faidón
- Faidros
- Symposion či Hostina
- Ústava či Republika
- Theaitétos
- Parmenidés

#### Pozdní dialogy
V dialogu Parmenidés se objevují kritiky myšlenky forem či idejí, což se často chápe jako známka, že ji Platón opouští. Sókratés v dialozích chybí nebo hraje jen menší roli. Pozdní dialogy jsou střízlivější a logičtější než předchozí, ale slibují i řešení otázek položených dříve. Zde se asi nejspíš dá hledat zralé Platónovo myšlení.
- Sofistés
- Politikos
- Filébos
- Tímaios
- Krítiás
- Zákony

## Magie
Platón se k otázce magie vyjádřil ve svém díle jen zběžně a nesystematicky přesto ale hrál významnou roli ve formování diskurzu o tomto tématu. Ve svém díle Zákony Platón uvádí, že existují dva druhy farmakeie (travičství, čarodějnictví). První z nich způsobuje újmu ve shodě se zákony přírody, druhý zahrnuje kouzla, zaklínání a goétii, přičemž si Platón není jistý, zda jejich účinnost je skutečná či fungují pouze skrze autosugesci oběti –⁠⁠⁠⁠⁠⁠ nocebo. Pokud byl z takového činu usvědčen věštec měl být popraven, pokud šlo o neodborníka, měl být trest na posouzení soudce. Farmakeiu zároveň spojuje s jiným zločinem zvaným asebeia (bezbožnost), protože je založena na představě, že je snadné ovlivnit bohy oběťmi a modlitbami. Zákony mohou být považovány za nejstarší dílo, které definuje magii v opozici k náboženství. Přes tento negativní náhled na magii ho o pět století později římský autor Plinius starší obvinil, stejně jako další řecké filozofy, že se sám magii učil v Persii.
V díle Symposion se objevuje nehodnotící zmínka o magii, když se v pasáži o daimónech tvrdí, že skrze tyto bytosti funguje veškeré kněžské umění, věštění, zaříkávání a kouzelnictví. Předpoklad, že věštění funguje skrze daimóny se později objevil také u stoiků a s negativně chápanými démony byla magie spojována především v křesťanství. Poslední významnější zmínku o magii lze nalézt v díle Alkibiadés I., jehož Platónovo autorství je v moderní době někdy zpochybňováno. Zde se v pasáži zaobírající se výchovou perských princů zmiňuje, že jsou vyučováni i v magii (mageia), která je službou bohům (theon therapeia). Tento, podle všeho pozitivní, náhled byl později citován v dílech autorů, kteří se pokoušeli magii obhájit, například H. P. Blavatskou.

## Význam a působení
Platónův vliv na celou západní filozofii je nedozírný. Ve starověku na něj navázal střední a nový platonismus, prostřednictvím Augustinovým ovlivnil křesťanské myšlení a znovu ve vrcholném středověku prostřednictvím Prokla a Dionysia Areopagity. I renesanční myšlení se živí zejména Platónem, jehož pilně čtou i myslitelé novověku.